# 羅多斯島歐雅魚
羅多斯島歐雅魚（學名：Squalius ghigii）為輻鰭魚綱鯉形目雅羅魚科的其中一種，被IUCN列為易危保育類動物，分布於歐洲希臘羅多斯島淡水流域，為特有種，體長可達6.5公分，自然棲息地有河流、間歇性河流、淡水沼澤、淡水泉水和蓄水區，以無脊椎動物及植物為食，因棲息地喪失而受威脅。